# D 280 (Türkei)
Die Straße D 280 (Devlet yolu 280) ist eine 155 km lange Straße im Osten der Türkei. Sie verbindet die Provinzen Muş, Ağrı und Van und erschließt das Nordostufer des Vansees.

## Verlauf
Die Straße nimmt im Westen im zu Bulanık (Provinz Muş) gehörenden Dorf Yoncalı an der D 959 ihren Ausgang und verläuft generell nach Osten, zunächst dem Fluss Murat Nehri folgend, nach Malazgirt und weiter nach Patnos, wo sie die Straße D 965 kreuzt. Von dort setzt sie sich nach Südosten zum Nordufer des Vansees fort und nimmt bei Ercis die Straße D 290 auf, die einen Teil der Europastraße 99 bildet. Die restlichen 32 km bis zur D 975 ist sie selbst Teil dieser Europastraße.